# Juan Miguel Betancourt

Wappen von Juan Miguel Betancourt

Juan Miguel Betancourt Torres SEMV (* 1. Juni 1970 in Ponce, Puerto Rico) ist ein puerto-ricanischer Ordensgeistlicher und römisch-katholischer Weihbischof in Hartford.

## Leben
Juan Miguel Betancourt trat am 1. Januar 1992 der Ordensgemeinschaft der Esclavos de la Eucaristía y de María Virgen bei, die zur Schönstattbewegung gehört, und legte am 6. August 2000 die ewige Profess ab. Er empfing am 21. April 2001 das Sakrament der Priesterweihe.
Am 18. September 2018 ernannte ihn Papst Franziskus zum Titularbischof von Cursola und zum Weihbischof in Hartford. Der Erzbischof von Hartford, Leonard Paul Blair, spendete ihm am 18. Oktober desselben Jahres die Bischofsweihe. Mitkonsekratoren waren der Militärbischof in den Vereinigten Staaten, Timothy Broglio, und Andrew Cozzens, Weihbischof in Saint Paul and Minneapolis.